# Temu tis
Curcuma purpurascens
Espèce
Classification phylogénétique
Le Temu tis (Curcuma purpurascens) est une espèce de plante herbacée rhizomateuse vivace du genre Curcuma de la famille des Zingibéracées.
Originaire de  l'île de Java.
On la connaît en pays Sunda ( Java Ouest) sous les noms de "koneng pinggang" ou bien "tinggang", à Jogjakarta sous les noms de "temu blenyeh", "temu glenyeh", ou bien "temu bayi".

## Utilisation
On s'en sert comme plante médicinale, mais également comme épice entrant dans la composition de plats et sauces en Indonésie.